# Иофик, Георгий Исаакович
Георгий Исаакович Иофик (1 марта 1907 — 1976) — советский военачальник, полковник (1944), участник Великой Отечественной войны.

## Биография
Георгий Исаакович Иофик родился 1 марта 1907 года в местечке Дрисса (ныне — Верхнедвинск Витебской области Белоруссии). Еврей, служащий. 20 октября 1924 года был призван на службу в Рабоче-Крестьянскую Красную Армию. 
В 1926 году окончил Украинскую военно-подготовительную школу имени М. В. Фрунзе, в 1928 году — 1-ю Ленинградскую артиллерийскую школу имени Красного Октября, в 1929 году — спецкурсы при Севастопольской школе зенитной артиллерии. С 1931 года — член ВКП(б). Служил на командных должностях в различных войсковых частях. В 1935 году окончил курсы усовершенствования командного состава зенитной артиллерии в Хабаровске. С марта 1941 года был начальником 1-й части штаба 6-й отдельной бригады ПВО во Львове. В мае того же года эта бригада была преобразована в 4-ю дивизию ПВО Киевской зоны ПВО.
С начала Великой Отечественной войны — на её фронтах. В августе 1941 года Иофик был назначен начальником штаба 758-го истребительно-противотанкового артиллерийского полка. С октября 1941 года занимал должность заместителя командира 745-го зенитно-артиллерийского полка ПВО. Участвовал в битве за Москву. В июне 1942 года стал командиром 329-го зенитно-артиллерийского полка ПВО, который в мае 1943 года был преобразован в 54-ю зенитно-артиллерийскую дивизию ПВО. Вверенные ему подразделения участвовали в прикрытии Москвы от вражеских авиационных налётов.
16 мая 1944 года присвоено воинское звание полковник.
После окончания войны продолжал службу в Советской Армии. Командовал различными дивизиями ПВО, занимал ряд других ответственных командных и штабных должностей. В 1949 году окончил Высшие академические курсы при Военной артиллерийской академии имени Ф. Э. Дзержинского. С ноября 1955 года командовал зенитной артиллерией Беломорского корпуса ПВО. 
8 января 1957 года в звании полковника уволен в запас. 
Похоронен на Большеохтинском кладбище Санкт-Петербурга.

## Награды
- Орден Ленина (19 ноября 1951 года);
- 3 ордена Красного Знамени (22 августа 1944 года — за образцовое выполнение специальных заданий Правительства, 3 ноября 1944 года — за долголетнюю и безупречную службу в Красной Армии, 30 декабря 1956 года);
- Орден Отечественной войны 2-й степени (22 февраля 1943 года) — за образцовое выполнение боевых заданий командования на фронте борьбы с немецкими захватчиками и проявленные при этом доблесть и мужество;
- Орден Красной Звезды (16 августа 1936 года);
- Медаль «За оборону Москвы» (1 мая 1944 года);
- Медаль «За победу над Германией» (9 мая 1945 года) и другие медали.